# Sedliská
Sedliská – wieś (obec) na Słowacji położona w kraju preszowskim, w powiecie Vranov nad Topľou. Pierwsze wzmianki o miejscowości pochodzą z 1323 roku.
Według danych z dnia 31 grudnia 2012 roku, wieś zamieszkiwało 1361 osób, w tym 677 kobiet i 684 mężczyzn.
W 2001 roku rozkład populacji względem narodowości i przynależności etnicznej wyglądał następująco:
- Słowacy – 98,2%
- Polacy – 0,16%
- Romowie – 0,78%
- Ukraińcy – 0,16%

Ze względu na wyznawaną religię struktura mieszkańców kształtowała się w 2001 roku następująco:
- Katolicy rzymscy – 65,78%
- Grekokatolicy – 29,84%
- Ewangelicy – 0,31%
- Prawosławni – 0,39%
- Ateiści – 2,81%
- Nie podano – 0,55%